# فساد مالی برنج طبیعت
فساد مالی برنج طبیعت نام یک پرونده فساد اقتصادی در جمهوری اسلامی ایران است که در دولت سیزدهم رخ داده‌است. بنابر اسناد منتشر شده، در این فساد اقتصادی ۷۰۰ میلیون دلار ارز ترجیحی برای واردات برنج و ۷۰۰ میلیارد تومان برای تجهیزات کارخانه‌ای به صورت رانت و با هماهنگی وزارت جهاد کشاورزی به صاحب برند «طبیعت» داده شده‌است.
در بیستم آذرماه سال جاری، عضو کمیسیون برنامه و بودجه مجلس به موضوع «مافیای برنج» اشاره کرد و اقدامات نامتناسب در زمینه واردات برنج را مورد انتقاد قرار داد. با توجه به گزارش جبار کوچکی نژاد، در سال جاری، دو میلیون تن برنج با قیمت وارداتی و با ارز ۲۸۵۰۰ تومانی و ۴۲۰۰ تومانی وارد کشور شده، اما با قیمت بیشتر در بازار فروخته می‌شود. این مقدار واردات که به تبع بیش از نیاز بازار بود و هم‌زمان با برداشت کشاورزان داخلی انجام شد، موجب افت قیمت برنج تولید داخلی گردید و باعث شد که برنج تولید داخل در انبارها دپو شده و روی دست شالیکاران شمالی بماند. دولت در سال گذشته ممنوعیت ۴ ماهه واردات برنج که همه‌ساله از مرداد تا آخر آبان برای حمایت از کشاورز داخلی انجام می‌شد را لغو کرده بود. تحلیل‌ها نشان می‌دهد که برندهای خاصی به نام‌های «طبیعت و محسن» در معاملات واردات برنج دخیل بوده‌اند. این برندها به سهولت ارز ترجیحی را به دست آورده و اقدام به واردات بدون رعایت شفافیت و با کاهش قیمت‌ها زمینه‌ای برای فساد و رانت ایجاد کرده‌اند. این برندها با ۳۰ هزار تومان زیر قیمت بازار برنج را خریداری کرده و سپس با دستور محرمانه وزارت صمت، با قیمت بالاتر برنج این برند را به فروشگاه‌های زنجیره‌ای ارائه داده‌اند. به گفته حسن تقی‌زاده افزایش ناگهانی قیمت برنج در ۲ سال گذشته ناشی از وجود جریان مافیایی در بازار و عملکرد این برند خاص است.

## تخلفات صورت‌گرفته
بنابر اسناد منتشر شده، برند «طبیعت»، ۷۰۰ میلیون دلار ارز ترجیحی و ۷۰۰ میلیارد تومان به بهانه خرید ماشین‌آلات و تجهیزات به صورت رانت با هماهنگی وزارت جهاد کشاورزی دریافت کرده‌است. صاحب این برند، با معامله صوری ۱۰۰ هزار تن برنج با ۳۰ هزار تومان زیر قیمت بازار، مجوز ۲۰۰ هزار تن واردات برنج با ارز دولتی دریافت کرد. همچنین ۷۰۰ میلیارد تومان به بهانه خرید ماشین‌آلات و تجهیزات به صورت رانت با هماهنگی وزارت جهاد کشاورزی دریافت می‌کند، که فقط ۱۴۰میلیارد تومان خرج خرید تجهیزات شده‌است. این برند با هماهنگی وزارت جهاد کشاورزی و سناریوسازی موجب کاهش قیمت ۳۰ هزار تومانی برنج در زمان خرید از کشاورزان می‌شود و سپس برنج را با قیمت کمتر از کشاورزان خریداری می‌کنند؛ و پس از یک ماه با دستور محرمانه وزارت صمت و جهاد کشاورزی به فروشگاه‌های زنجیره‌ای دستور خرید با قیمت بالاتر از این برند صادر می‌شود. به عبارتی دیگر، وزیر صمت، توزیع برنج وارداتی ۲ سال پیش را که مازاد نیاز کشور وارد شده‌است، را صادر می‌کند.

### بازارشکنی
این شرکت با دامپینگ از طریق واردات برنج مازاد بیش از نیاز بازار ایران باعث به‌هم‌خوردن تعادل بازار این محصول و کاهش قیمت ۳۰ هزار تومانی برنج در زمان خرید از کشاورزان می‌شود و پس از خرید برنج با قیمت کمتر از کشاورزان، با دستور محرمانه وزارت صمت و جهاد کشاورزی با قیمت بالاتر به فروشگاه‌های زنجیره‌ای فروخته می‌شود.

### عدم رفع تعهد ارز دولتی
این برند ۷۰۰ میلیارد تومان برای خرید ماشین‌آلات و تجهیزات به صورت رانت با هماهنگی وزارت جهاد کشاورزی دریافت می‌کند، که فقط ۱۴۰میلیارد تومان آن خرج خرید تجهیزات می‌شود.